# Campeonato Europeo de Rugby League 2012
El Campeonato Europeo de Rugby League de 2012 fue la trigésima edición del principal torneo europeo de Rugby League.

## Equipos
- Escocia
- Inglaterra Knights
- Irlanda

## Posiciones
| Equipo     | Encuentros | Encuentros | Encuentros | Encuentros | Tantos  | Tantos    | Tantos     | Puntos |
| Equipo     | jugados    | ganados    | empatados  | perdidos   | a favor | en contra | diferencia | Puntos |
| ---------- | ---------- | ---------- | ---------- | ---------- | ------- | --------- | ---------- | ------ |
| Inglaterra | 2          | 2          | 0          | 0          | 118     | 28        | +90        | 4      |
| Irlanda    | 2          | 1          | 0          | 1          | 34      | 74        | -40        | 2      |
| Escocia    | 2          | 0          | 0          | 2          | 42      | 92        | -50        | 0      |

### Resultados
| 14 de octubre | Escocia | 18 - 30 | Irlanda |  |  |

| 20 de octubre | Irlanda | 4 - 56 | Inglaterra |  |  |

| 28 de octubre | Escocia | 24 - 62 | Inglaterra |  |  |

| Bandera de Inglaterra |
| Campeón Inglaterra    |
| Décimo quinto título  |